# Coupe d'Afrique du Nord de football 1952-1953
 (juillet 2021).
 (juillet 2021).
Navigation
Coupe AFN 1951-1952 Coupe AFN 1953-1954
L'édition de la Coupe d'Afrique du Nord de football 1952-1953 est la dix-septième occurrence de cette compétition. Elle se termine par la victoire de l'Union sportive marocaine. La finale oppose deux équipes de la Ligue du Maroc, issues de la ville de Casablanca : l'Union sportive marocaine et le Wydad Athlétique Casablanca. 
Cette victoire représente le deuxième triomphe de l'USM dans l'histoire de la compétition, propulsant ainsi la Ligue du Maroc à un total de sept titres depuis sa création. En revanche, il s'agit de la deuxième défaite en finale de cette compétition pour le Wydad Athlétique Casablanca.
Lors de cette édition, 30 matchs ont été joués sans compter les tours préliminaires, avec 32 participants des cinq ligues différentes que sont la Ligue d'Alger, la Ligue d'Oran, la Ligue de Tunisie, la Ligue du Maroc et la Ligue de Constantine.

## Parcours LMFA-Maroc

### Deuxième tour - 26 octobre 1952
|                              | Date       | Club              | Score | Club               | Lieu       |
| ---------------------------- | ---------- | ----------------- | ----- | ------------------ | ---------- |
| 1                            | 26/10/1952 | ASF Tanger        | 2-1   | Olympique Marocain |            |
| 2                            |            | MS Rabat          | 0-0   | ASPTT Casablanca   |            |
| 3                            |            | SCC Roches Noires | 0-0   | AS Rabat           |            |
| 4                            |            | Raja CA           | 2-2   | US Safi            | Casablanca |
| 5                            |            | US Marocaine      | 3-1   | AS Marrakech       |            |
| 6                            |            | Stade Marocain    | 2-0   | ASP Fès            |            |
| 7                            |            | MAS de Fès        | 2-1   | SA Marrakech       |            |
| 8                            |            | MC Oujda          | 3-1   | AS Salé            |            |
| 9                            |            | Wydad AC          | 7-0   | Fédala Sport       |            |
| 10                           |            | USD Meknès        | 2-1   | KAC Marrakech      |            |
| 11                           |            | FUS de Rabat      | 2-1   | SUP                |            |
| 12                           |            | SC Mazagan        | 4-1   | US Oujda           |            |
| Matchs rejoués le 2 novembre |            |                   |       |                    |            |
| -                            |            | Raja CA           | 2-1   | US Safi            | Safi       |
| -                            |            | SCC Roches Noires | 4-2   | AS Rabat           | Casablanca |
| -                            |            | ASPTT Casablanca  | 3-0   | MS Rabat           | Casablanca |

### Troisième tour - 16 novembre 1952[2]
|                                  | Date       | Club         | Score | Club              | Lieu |
| -------------------------------- | ---------- | ------------ | ----- | ----------------- | ---- |
| 1                                | 16/11/1952 | Wydad AC     | 3-1   | ASPTT Casablanca  |      |
| 2                                |            | SC Mazagan   | 2-1   | USD Meknès        |      |
| 3                                |            | ASF Tanger   | 1-0   | SCC Roches Noires |      |
| 4                                |            | FUS de Rabat | 1-0   | Stade Marocain    |      |
| 5                                |            | MAS de Fès   | 1-1   | MC Oujda          |      |
| 6                                |            | US Marocaine | 1-1   | Raja CA           |      |
| 7                                |            | OM Rabat     | 2-1   | US Oujda          |      |
| Match rejoué le 21 decembre 1952 |            |              |       |                   |      |
| 5                                |            | MAS de Fès   | -     | MC Oujda          |      |
| 6                                | 21/12/1952 | US Marocaine | 5-0   | Raja CA           |      |

## Parcours LTFA-Tunisie

### Deuxième Tour
le 03 novembre 1952:  
|                             | Date        | Club               | Score           | Club                          | Lieu         |
| --------------------------- | ----------- | ------------------ | --------------- | ----------------------------- | ------------ |
| 1                           |             | US Ferryville      | 5 - 0           | GS Mégrine Lescure            | Geo André    |
| 2                           |             | AS Française       | 2 - 0           | US Bédja                      |              |
| 3                           |             | Patria FC Bizerte  | 12 - 0          | Vaillante Jeunesse Hammam Lif | Bizerte      |
| 4                           |             | Olympique de Tunis | 6 - 0           | OS Pont-du-Fahs               | Pont-du-Fahs |
| 5                           |             | Metlaoui Sports    | 2 - 1           | CS Gabès                      | Gabès        |
| 6                           |             | Sfax Railway       | partie non joué | Khanfous Redeyef              | Redeyef      |
| 7                           | 24 novembre | CO Kram            | 5 - 2           | Sporting Ben Arous Fochville  |              |
| Match rejoué le 10 novembre |             |                    |                 |                               |              |
|                             |             | Sfax Railway       | 4 - 1           | Khanfous Redeyef              |              |

### Dernier Tour
le 03 décembre 1952:  
|   | Date        | Club                  | Score     | Club            | Lieu |
| - | ----------- | --------------------- | --------- | --------------- | ---- |
| 1 |             | Stade Gaulois         | 2 - 1     | AS Française    |      |
| 2 |             | Patriote de Sousse    | 3 - 2 a.p | CS Cheminots    |      |
| 3 |             | Olympique de Tunis    | 4 - 1     | Metlaoui Sports |      |
| 4 |             | US Arsenal Ferryville | 3 - 0     | US Ferryville   |      |
| 5 |             | Patria FC Bizerte     | 5 - 3     | CA Gaz          |      |
| 6 | 15 décembre | Sfax Railway          | 7 - 0     | CO Kram         |      |

## Parcours LAFA-Alger

### Quatrième Tour - 2 novembre 1952[3]
Entré en lice des clubs de division d'honneur.
|    | Date | Club                    | Score | Club            | Lieu |
| -- | ---- | ----------------------- | ----- | --------------- | ---- |
| 1  |      | Stade Guyotville        | 5 - 4 | JS Kabylie      |      |
| 2  |      | USM Blida               | 2 - 1 | GS Alger        |      |
| 3  |      | Red Star Algérois       | 2 - 1 | SC Affreville   |      |
| 4  |      | AS Kouba                | 2 - 1 | MC Alger        |      |
| 5  |      | O Littoral              | 3 - 2 | O Marengo       |      |
| 6  |      | Olympique d'Hussein-Dey | 3 - 2 | USM Alger       |      |
| 7  |      | RU Alger                | 2 - 0 | ESM Koléa       |      |
| 8  |      | GS Orléansville         | 4 - 0 | AS Orléansville |      |
| 9  |      | AS Boufarik             | 1 - 0 | JS Birtouta     |      |
| 10 |      | RC Maison-Carrée        | 2 - 0 | USM Marengo     |      |
| 11 |      | AS Saint-Eugène         | 4 - 0 | WA Boufarik     |      |
| 12 |      | SCU El Biar             | -     | ...             |      |

### Cinquième Tour - 30 novembre 1952[4]
|   | Date | Club              | Score | Club                    | Lieu |
| - | ---- | ----------------- | ----- | ----------------------- | ---- |
| 1 |      | RU Alger          | 1 - 0 | GS Orléansville         |      |
| 2 |      | USM Blida         | 2 - 0 | AS Kouba                |      |
| 3 |      | AS Saint-Eugène   | 3 - 1 | O Littoral              |      |
| 4 |      | RC Maison-Carrée  | 3 - 2 | Olympique d'Hussein-Dey |      |
| 5 |      | Red Star Algérois | 3 - 0 | AS Boufarik             |      |
| 6 |      | Stade Guyotville  | 2 - 0 | SCU El Biar             |      |

## Parcours LOFA-Oran

### Premier Tour
Le match joué le Dimanche 31 août 1952 
|   | Date | Club         | Score       | Club                   | Lieu |
| - | ---- | ------------ | ----------- | ---------------------- | ---- |
| 1 |      | FC Chollet   | 5 - 4 a.p   | JS Ain El Turck        |      |
| 2 |      | JSM Tiaret   | 5 - 3       | Réveil Sportif Oranais |      |
| 3 |      | OM Arzew     | 4 - 1       | WA Mostaganem          |      |
| 4 |      | SSEP Maghnia | 5 - 1       | US Hammam Bou Hadjar   |      |
| 5 |      | ES Tlemcen   | 3 - 1       | ES El Ançor            |      |
| 6 |      | RCM Relizane | par forfait | SC Lavayssière         |      |

### Deuxième Tour - 7 septembre 1953[6]
|                              | Date | Club                | Score     | Club                     | Lieu   |
| ---------------------------- | ---- | ------------------- | --------- | ------------------------ | ------ |
| 1                            |      | AS Eckmühl          | 5 - 0     | Relizanaise              |        |
| 2                            |      | SC Choupot          | 2 - 0     | USM Témouchent           |        |
| 3                            |      | Rail Club Oran      | 1 - 0     | JSMTO de Tlemcen         |        |
| 4                            |      | WAC Mercier-Lacombe | 4 - 2     | Mercier-Lacombe Sportive |        |
| 5                            |      | CAL Oran            | 4 - 3     | ES Tlemcen               |        |
| 6                            |      | CO Boulanger        | 1 - 1 a.p | GS Tiaret                | Oran   |
| 7                            |      | FC Chollet          | 4 - 2     | AS Montgolfier           |        |
| 8                            |      | MC Oran             | 3 - 1     | GC Ain Tédeles           |        |
| 9                            |      | JSM Tiaret          | 5 - 2     | JSM Relizane             |        |
| 10                           |      | SO Salado           | 2 - 0 a.p | SC Lourmel               |        |
| 11                           |      | OM Arzew            | 6 - 3     | TA Bel Abbès             |        |
| 12                           |      | SA Palikao          | 2 - 0     | US Hammam Bou Hadjar     |        |
| Match rejoué le 28 septembre |      |                     |           |                          |        |
| -                            |      | CO Boulanger        | 2 - 1     | GS Tiaret                | Tiaret |

### Troisième Tour - 28 septembre 1952[7]
|    | Date | Club         | Score | Club                | Lieu       |
| -- | ---- | ------------ | ----- | ------------------- | ---------- |
| 1  |      | EM Oran      | 3 - 1 | US Laferrière       | Oran       |
| 2  |      | AS Musulman  | 4 - 1 | CC Sig              | Oran       |
| 3  |      | CAL Oran     | 2 - 0 | JS Saint-Eugène     | Oran       |
| 4  |      | MC Oran      | 2 - 1 | MC Saïda            | Oran       |
| 5  |      | SC Choupot   | 3 - 1 | FC Chollet          | Oran       |
| 6  |      | OM Arzew     | 3 - 1 | RCM Relizane        | Arzew      |
| 7  |      | JSM Tlemcen  | 7 - 2 | WAC Mercier-Lacombe | Tlemcen    |
| 8  |      | SA Palikao   | 2 - 1 | ES Mostaganem       | Palikao    |
| 9  |      | GC Saïda     | 2 - 1 | SC Sigois           | Saïda      |
| 10 |      | SO Salado    | 2 - 1 | Rail Club Oran      | Rio-Salado |
| 11 |      | Perrégaux GS | 4 - 2 | JSM Tiaret          | Tiaret     |
| 12 |      | AS Eckmühl   | -     | CO Boulanger        |            |

### Quatrième Tour
- le 19 octobre 1952[8]

|                             | Date | Club             | Score                    | Club            | Lieu    |
| --------------------------- | ---- | ---------------- | ------------------------ | --------------- | ------- |
| 1                           |      | GC Mascara       | 1 - 0                    | SC Choupot      | Oran    |
| 2                           |      | USFA Tlemcen     | 2 - 1                    | CAL Oran        |         |
| 3                           |      | AS Marine d'Oran | 4 - 0                    | MC Oran         |         |
| 4                           |      | USM Bel Abbès    | 1 - 0 arrêté par la nuit | AS Musulman     |         |
| 5                           |      | AS Eckmühl       | 2 - 2 arrêté par la nuit | USSC Témouchent |         |
| 6                           |      | GC Oran          | 5 - 0                    | Perrégaux GS    |         |
| 7                           |      | FC Oran          | 3 - 0                    | GC Saïda        |         |
| 8                           |      | SC Bel-Abbès     | 4 - 2 a.p                | JSM Tlemcen     | Tlemcen |
| 9                           |      | OM Arzew         | 2 - 0                    | la Marsa        |         |
| 10                          |      | CDJ Oran         | 6 - 1                    | SA Palikao      |         |
| 11                          |      | SO Salado        | 1 - 1 partie non terminé | USM Oran        |         |
| 12                          |      | AGS Mascara      | 5 - 1                    | EM Oran         |         |
| Match rejoué le 02 novembre |      |                  |                          |                 |         |
| -                           |      | USSC Témouchent  | 4 - 0                    | AS Eckmühl      |         |
| -                           |      | USM Bel Abbès    | 2 - 1                    | AS Musulman     |         |
| -                           |      | USM Oran         | 3 - 1                    | SO Salado       |         |

| Titulaires : |  |
| |  |
| (Maillot) 1. Carisio Marcel 2. Khalfi Habib 3. Belaouni Mokhtar 4. Khitri Ahmed 5. Ghellal Baghdad 6. Ahmed khedir dit "Hopa" 7. Bentati 8. Sadek Lagha 9. Tchiko 10. Bach Lakhel 11. Moumen Ali |  |

| Titulaires : |  |
| |  |
| (Maillot) 1. Guarinos 2. Barranco 3. Olivensia 4. Cande 5. Roman 6. Sempéré 7. Rouyer 8. Aguilar 9. Callejon 10. Dégéa 11. Niéto |  |

| Titulaires : |  |
| |  |
| (Maillot) 1. Carisio Marcel 2. Khalfi Habib 3. Belaouni Mokhtar 4. Khitri Ahmed 5. Ghellal Baghdad 6. Ahmed khedir dit "Hopa" 7. Bentati 8. Sadek Lagha 9. Tchiko 10. Bach Lakhel 11. Moumen Ali |  |

| Titulaires : |  |
| |  |
| (Maillot) 1. Guarinos 2. Barranco 3. Olivensia 4. Cande 5. Roman 6. Sempéré 7. Rouyer 8. Aguilar 9. Callejon 10. Dégéa 11. Niéto |  |

| Titulaires : |  |
| |  |
| (Maillot bleu) 1. Florentin 2. Wagner 3. Caratini 4. Canovas 5. Gomez 6. Georges Vivès 7. Carillo 8. Briand 9. Baronchelli 10. Cisnéros 11. Antoine Pascual |  |

| Titulaires : |  |
| |  |
| (Maillot rouge) 1. Bouhama 2. Zelatou 3. Mimoun 4. Belhacem 5. Djaber 6. Benchaa 7. Boudjellel 8. Zegaï 9. Dahas 10. Missoum 11. Mokhtar |  |
| Entraîneur : |  |
| Lahouari Sebaa |  |

| Titulaires : |  |
| |  |
| (Maillot bleu) 1. Florentin 2. Wagner 3. Caratini 4. Canovas 5. Gomez 6. Georges Vivès 7. Carillo 8. Briand 9. Baronchelli 10. Cisnéros 11. Antoine Pascual |  |

| Titulaires : |  |
| |  |
| (Maillot rouge) 1. Bouhama 2. Zelatou 3. Mimoun 4. Belhacem 5. Djaber 6. Benchaa 7. Boudjellel 8. Zegaï 9. Dahas 10. Missoum 11. Mokhtar |  |
| Entraîneur : |  |
| Lahouari Sebaa |  |

### Cinquième Tour
- Le 16 novembre 1952[2]

|                                  | Date             | Club          | Score | Club             | Lieu |
| -------------------------------- | ---------------- | ------------- | ----- | ---------------- | ---- |
| 1                                |                  | USM Oran      | 1 - 0 | GC Oran          |      |
| 2                                |                  | USM Bel Abbès | 1 - 0 | GC Mascara       |      |
| 3                                |                  | SC Bel-Abbès  | 2 - 0 | AGS Mascara      |      |
| 4                                |                  | OM Arzew      | 2 - 1 | USFA Tlemcen     |      |
| 5                                |                  | FC Oran       | 3 - 2 | AS Marine d'Oran |      |
| 6                                |                  | CDJ Oran      | 0 - 0 | USCC Témouchent  |      |
| Match rejoué le 30 novembre 1952 |                  |               |       |                  |      |
| 6                                | 30 novembre 1952 | CDJ Oran      | 3 - 1 | USCC Témouchent  |      |

| Titulaires :                                                                                       |  |
| |  |
| (Maillot) 1. Abdenbi 2. Larbi 3. Bendjahen 4. Ouzaid 5. Moussa 6. Fenoun 7. Boudjellal 8. Kechache |  |

| Titulaires : |  |
| |  |
| (Maillot vert et blanc) 1. Garcia 2. Picard 3. Ramirez 4. Diaz 5. Braun 6. Ariza 7. Quilès 8. Escolano 9. Urquijo |  |

| Titulaires :                                                                                       |  |
| |  |
| (Maillot) 1. Abdenbi 2. Larbi 3. Bendjahen 4. Ouzaid 5. Moussa 6. Fenoun 7. Boudjellal 8. Kechache |  |

| Titulaires : |  |
| |  |
| (Maillot vert et blanc) 1. Garcia 2. Picard 3. Ramirez 4. Diaz 5. Braun 6. Ariza 7. Quilès 8. Escolano 9. Urquijo |  |

| Titulaires :           |  |
|                        |  |
| (Maillot) 1. Benyounès |  |

| Titulaires :                             |  |
|                                          |  |
| (Maillot) 1. Carisio 2. Tchiko 3. Moumen |  |

| Titulaires :           |  |
|                        |  |
| (Maillot) 1. Benyounès |  |

| Titulaires :                             |  |
|                                          |  |
| (Maillot) 1. Carisio 2. Tchiko 3. Moumen |  |

| Titulaires : |  |
|              |  |
| (Maillot)    |  |

| Titulaires : |  |
|              |  |
| (Maillot)    |  |

| Titulaires : |  |
|              |  |
| (Maillot)    |  |

| Titulaires : |  |
|              |  |
| (Maillot)    |  |

| Titulaires : |  |
|              |  |
| (Maillot)    |  |

| Titulaires : |  |
|              |  |
| (Maillot)    |  |

| Titulaires : |  |
|              |  |
| (Maillot)    |  |

| Titulaires : |  |
|              |  |
| (Maillot)    |  |

| Titulaires : |  |
|              |  |
| (Maillot)    |  |

| Titulaires : |  |
|              |  |
| (Maillot)    |  |

| Titulaires : |  |
|              |  |
| (Maillot)    |  |

| Titulaires : |  |
|              |  |
| (Maillot)    |  |

| Titulaires : |  |
|              |  |
| (Maillot)    |  |

| Titulaires : |  |
|              |  |
| (Maillot)    |  |

| Titulaires : |  |
|              |  |
| (Maillot)    |  |

| Titulaires : |  |
|              |  |
| (Maillot)    |  |

## Parcours LCFA-Constantine

### Premier Tour
Les matchs joué le Dimanche 21 septembre 1952
|                 | Date | Club                    | Score    | Club                    | Lieu          |
| --------------- | ---- | ----------------------- | -------- | ----------------------- | ------------- |
| 1               |      | US Châteaudun du Rhumel | 4 - 1    | AEF Constantine         | Constantine   |
| 2               |      | ASPTT Constantine       | 2 - 0    | USM Djijel              | Constantine   |
| 3               |      | WA Philippeville        | 2 - 1    | JO Bône                 | Bône          |
| 4               |      | FO Bône                 | 2 - 1    | CC Châteaudun du Rhumel | Bône          |
| 5               |      | SC Djijel               | 2 - 1    | JS Hippone              | Bône          |
| 6               |      | US Tébessa              | 3 - 2    | USM Ain Beida           | Ain Beida     |
| 7               |      | GS Bordj Bou Arreridj   | forfait  | AS Ain M'lila           | Ain M'lila    |
| 8               |      | CA Bordj Bou Arreridj   | 1 - 0    | US Bougie               | Bougie        |
| 9               |      | EV Kouif                | 2 - 1    | US Canrobert            | Kouif         |
| 10              |      | RC La Calle             | 7 - 0    | ASA Bône                | La Calle      |
| 11              |      | JS Mondovi              | 1 - 0    | FO Guelma               | Mondovi       |
| 12              |      | WA Constantine          | 3 - 0    | JS Oued Athmania        | Oued Athmania |
| 13              |      | JS Biskra               | 7 - 2    | CE Philippeville        | Philippeville |
| 14              |      | SC Souk Ahras           | 1 - 1 ap | CS Hospitaliers Bône    | Souk Ahras    |
| 15              |      | Ouenza Sport            | 3 - 2    | JS Souk Ahras           | Souk Ahras    |
| Match rejoué le |      |                         |          |                         |               |
|                 |      | CS Hospitaliers Bône    | -        | SC Souk Ahras           | Bône          |

### deuxième Tour
Les matchs joué le Dimanche 19 octobre 1952
|                            | Date       | Club                  | Score     | Club                    | Lieu               |
| -------------------------- | ---------- | --------------------- | --------- | ----------------------- | ------------------ |
| 1                          |            | US Tébessa            | 3 - 2     | CS Hospitaliers Bône    | Bône               |
| 2                          |            | JS Mondovi            | 3 - 1     | WA Philippeville        | Philippeville      |
| 3                          |            | US Tocqueville        | 3 - 1     | GS Bordj Bou Arreridj   | Tocqueville        |
| 4                          |            | CA Bordj Bou Arreridj | 1 - 0     | ASPTT Constantine       | Bordj Bou Arreridj |
| 5                          |            | EV Kouif              | 2 - 0     | JS Oued Zenati          | Oued Zenati        |
| 6                          |            | SA Sétif              | 0 - 0 a.p | JSM Bougie              | Sétif              |
| 7                          |            | FC Bougie             | 2 - 0     | US Châteaudun du Rhumel | Bougie             |
| 8                          |            | Ouenza Sport          | 2 - 2 a.p | RC La Calle             | Ouenza             |
| 9                          |            | AS Batna              | 3 - 2     | JS Biskra               | Biskra             |
| 10                         |            | SS Sétif              | 6 - 1     | US Oued Amizour         | Oued Amizour       |
| 11                         |            | CA Mila               | 5 - 0     | FO Bône                 | Mila               |
| 12                         | 26 octobre | SC Djijel             | 3 - 1     | WA Constantine          | Constantine        |
| Match rejoué le 26 octobre |            |                       |           |                         |                    |
|                            |            | JSM Bougie            | 0 - 0     | SA Sétif                | Bougie             |
|                            |            | RC La Calle           | 2 - 1     | Ouenza Sport            | La Calle           |
| Match rejoué le 2 novembre |            |                       |           |                         |                    |
|                            |            | SA Sétif              | 2 - 0     | JSM Bougie              | Djijel             |

### Troisième Tour
Les matchs joué le Dimanche 9 novembre 1952
|    | Date | Club              | Score  | Club                  | Lieu          |
| -- | ---- | ----------------- | ------ | --------------------- | ------------- |
| 1  |      | US Tébessa        | 2 - 1  | EJ Philippeville      | Bône          |
| 2  |      | AS Bône           | 3 - 0  | JS Mondovi            | Bône          |
| 3  |      | RC Philippeville  | 3 - 0  | RC La Calle           | Bône          |
| 4  |      | AS Batna          | 10 - 2 | USM Khenchela         | Constantine   |
| 5  |      | JSM Philippeville | 5 - 2  | SS Sétif              | Constantine   |
| 6  |      | MO Constantine    | 5 - 0  | CA Mila               | Philippeville |
| 7  |      | USM Bône          | 3 - 1  | SC Djijel             | Philippeville |
| 8  |      | CS Constantine    | 4 - 1  | CA Bordj Bou Arreridj | Batna         |
| 9  |      | JS Djijel         | 6 - 0  | US Tocqueville        | Bougie        |
| 10 |      | ESFM Guelma       | 4 - 1  | FC Bougie             | Sétif         |
| 11 |      | USFM Sétif        | 3 - 2  | SA Sétif              | Sétif         |
| 12 |      | Jeunesse Bône AC  | -      | EV Kouif              |               |

### Quatrième Tour
Le match joué le Dimanche 30 novembre 1952
|   | Date | Club              | Score | Club             | Lieu          |
| - | ---- | ----------------- | ----- | ---------------- | ------------- |
| 1 |      | USFM Sétif        | 3 - 0 | AS Batna         | Constantine   |
| 2 |      | JSM Philippeville | 4 - 1 | USM Bône         | Constantine   |
| 3 |      | AS Bône           | 8 - 3 | CS Constantine   | Philippeville |
| 4 |      | MO Constantine    | 2 - 1 | Jeunesse Bône AC | Philippeville |
| 5 |      | ESFM Guelma       | 2 - 0 | US Tébessa       | Bône          |
| 6 |      | JS Djijel         | 2 - 0 | RC Philippeville | Sétif         |

## Parcours des finalistes

### Seizième de finale
|    | Date | Club               | Score | Club                  | Lieu |
| -- | ---- | ------------------ | ----- | --------------------- | ---- |
| 1  |      | Red Star Algérois  | 8 - 1 | Sfax RS               |      |
| 2  |      | ASF Tanger         | 2 - 1 | JS Djijel             |      |
| 3  |      | FC Blida           | 3 - 0 | USFM Sétif            |      |
| 4  |      | Patriote de Sousse | 2 - 1 | FC Oran               |      |
| 5  |      | RU Alger           | 3 - 1 | CDJ Oran              |      |
| 6  |      | USM Oran           | 3 - 0 | Stade Guyotville      |      |
| 7  |      | SC Bel-Abbès       | 4 - 0 | USM Blida             |      |
| 8  |      | IS Mostaganem      | 4 - 1 | US Arsenal Ferryville |      |
| 9  |      | Wydad AC           | 1 - 0 | USM Bel-Abbès         |      |
| 10 |      | Racing Casablanca  | 2 - 0 | Patria FC Bizerte     |      |
| 11 |      | Olympique Tunis    | 2 - 1 | CS Mazagan            |      |
| 12 |      | ESFM Guelma        | 3 - 1 | FUS de Rabat          |      |
| 13 |      | US Marocain        | 2 - 0 | Stade Gaulois         |      |
| 14 |      | RC Maison-Carrée   | 3 - 2 | JSM Philippeville     |      |
| 15 |      | MO Constantine     | 3 - 2 | OM Arzew              |      |
| 16 |      | AS Bône            | 2 - 0 | Maghreb de Fès        |      |

### Huitièmes de finale
|   | Date | Club           | Score | Club               | Lieu |
| - | ---- | -------------- | ----- | ------------------ | ---- |
| 1 |      | SC Bel-Abbès   | 2 - 0 | Red Star Algérois  |      |
| 2 |      | US Marocain    | 3 - 0 | RU Alger           |      |
| 3 |      | FC Blida       | 7 - 0 | Patriote de Sousse |      |
| 4 |      | MO Constantine | 3 - 1 | ASF Tanger         |      |
| 5 |      | USM Oran       | 1 - 0 | AS Bône            |      |
| 6 |      | Wydad AC       | 4 - 0 | Olympique Tunis    |      |
| 7 |      | ESFM Guelma    | 3 - 2 | RC Maison-Carrée   |      |
| 8 |      | IS Mostaganem  | 2 - 0 | Racing Casablanca  |      |

### Quarts de finale
|   | Date         | Club           | Score | Club          | Lieu  |
| - | ------------ | -------------- | ----- | ------------- | ----- |
| 1 | 8 mars 1953  | SC Bel-Abbès   | 1 - 1 | FC Blida      | Alger |
| 2 |              | US Marocain    | 1 - 0 | USM Oran      |       |
| 3 |              | MO Constantine | 1 - 0 | IS Mostaganem |       |
| 4 |              | Wydad AC       | 3 - 2 | ESFM Guelma   |       |
| 1 | 21 mars 1953 | SC Bel-Abbès   | 2 - 1 | FC Blida      | Oran  |

| Titulaires : |  |
| |  |
| . 1. Di Orio 2. Martinez 3. Cano 4. Rodriguez 5. Calatayud 6. Domingo 7. Gros 8. Baragas 9. Aber 10. Diaz 11. Olmicia |  |

| Titulaires : |  |
| |  |
| . 1. Garguilo 2. Georges Giner 3. Djilali Hasni 4. Claude Paul Sicard 5. Paul Gasque 6. Georges Joseph Riera 7. Espi 8. Charles Jean Pierre Camand 9. Abderrahmane Meftah 10. Armand Ruiz 11. Bernard Rahis |  |

| Titulaires : |  |
| |  |
| . 1. Di Orio 2. Martinez 3. Cano 4. Rodriguez 5. Calatayud 6. Domingo 7. Gros 8. Baragas 9. Aber 10. Diaz 11. Olmicia |  |

| Titulaires : |  |
| |  |
| . 1. Garguilo 2. Georges Giner 3. Djilali Hasni 4. Claude Paul Sicard 5. Paul Gasque 6. Georges Joseph Riera 7. Espi 8. Charles Jean Pierre Camand 9. Abderrahmane Meftah 10. Armand Ruiz 11. Bernard Rahis |  |

| Titulaires : |  |
| |  |
| . 1. Di Orio 2. Martinez 3. Cano 4. Rodriguez 5. Calatayud 6. Benyamina 7. Gros 8. Beragas 9. Aber 10. Diaz 11. Olmiccia |  |

| Titulaires : |  |
| |  |
| . 1. Garguilo 2. Georges Giner 3. Djilali Hasni 4. Claude Paul Sicard 5. Paul Gasque 6. Georges Joseph Riera 7. Espi 8. Charles Jean Pierre Camand 9. Abderrahmane Meftah 10. Armand Ruiz 11. Bernard Rahis |  |

| Titulaires : |  |
| |  |
| . 1. Di Orio 2. Martinez 3. Cano 4. Rodriguez 5. Calatayud 6. Benyamina 7. Gros 8. Beragas 9. Aber 10. Diaz 11. Olmiccia |  |

| Titulaires : |  |
| |  |
| . 1. Garguilo 2. Georges Giner 3. Djilali Hasni 4. Claude Paul Sicard 5. Paul Gasque 6. Georges Joseph Riera 7. Espi 8. Charles Jean Pierre Camand 9. Abderrahmane Meftah 10. Armand Ruiz 11. Bernard Rahis |  |

### Demi-finales
|   | Date     | Club        | Score       | Club           | Lieu       |
| - | -------- | ----------- | ----------- | -------------- | ---------- |
| 1 | 11 avril | US Marocain | 4 - 3       | MO Constantine | Casablanca |
| 2 | 12 avril | Wydad AC    | 1 - 1 a. p. | SC Bel-Abbès   | Casablanca |
|   |          | Wydad AC    | 1 - 0       | SC Bel-Abbès   |            |

### Finale
|   | Date   | Club        | Score | Club     | Lieu                         |
| - | ------ | ----------- | ----- | -------- | ---------------------------- |
| 1 | 14 mai | US Marocain | 2 - 0 | Wydad AC | Stade Philippe, (Casablanca) |

| Titulaires :                                                                                            |  |
| |  |
| Cecilio Cabréra Bachir Rizzo D.; Bouchaib Rizzo H.; Martinez Emile Fontaine Ahmed Martinez Gaby Siégelé |  |
| Entraîneur :                                                                                            |  |
| Masson                                                                                                  |  |

| Titulaires :                                                                           |  |
|                                                                                        |  |
| Si Mohamed Ahmed Bettache Abdenbi Lahbib Haffari Hadjami Z'haar Driss Bel Hassan Gomez |  |
| Entraîneur :                                                                           |  |
| Secerow                                                                                |  |

| Titulaires :                                                                                            |  |
| |  |
| Cecilio Cabréra Bachir Rizzo D.; Bouchaib Rizzo H.; Martinez Emile Fontaine Ahmed Martinez Gaby Siégelé |  |
| Entraîneur :                                                                                            |  |
| Masson                                                                                                  |  |

| Titulaires :                                                                           |  |
|                                                                                        |  |
| Si Mohamed Ahmed Bettache Abdenbi Lahbib Haffari Hadjami Z'haar Driss Bel Hassan Gomez |  |
| Entraîneur :                                                                           |  |
| Secerow                                                                                |  |

| Coupe d'Afrique du Nord Vainqueur 1952-1953 |
| ------------------------------------------- |
| US Marocaine Second titre                   |